# Mohammad Hamid Ansari
Mohammad Hamid Ansari (in hindi मोहम्मद हामिद अंसारी; Calcutta, 1º aprile 1937) è un politico indiano.

## Biografia
È stato Vice-Presidente dell'India dall'agosto 2007 all'agosto 2017. Ha ricoperto tale ruolo prima sotto la presidenza di Pratibha Patil, dal luglio 2007 al luglio 2012, poi sotto la presidenza di Pranab Mukherjee, dal 2012 al 2017, e infine sotto Ram Nath Kovind, dal 25 luglio 2017 all'11 agosto 2017.